# My Kind of Christmas
A My Kind of Christmas Christina Aguilera amerikai énekesnő karácsonyi albuma,2000. október 24-én jelent meg. Megtalálható rajta több, angol nyelvterületen ismert karácsonyi dal is, pl. a Have Yourself A Merry Little Christmas és az O Holy Night. A lemezen közreműködik Dr John dzsesszénekes és Brian McKnight popénekes is. Kislemezként a 
Christmas Time és a The Christmas Song hozta a sikereket. A 2010-es RCA során kiderült, hogy az albumból már több,mint 6 millió példány lelt gazdára világszerte.

## Dallista
1. Christmas Time
2. This Year
3. Have Yourself A Merry Little Christmas (with Brian McKnight)
4. Angels We Have Heard On High
5. Merry Christmas, baby (with Dr John)
6. O Holy Night
7. These Are the Special Times
8. This Christmas
9. The Christmas Song
10. Xtina's Xmas
11. The Christmas Song (Remix)